# آنتونیو کاساس
آنتونیو کاساس (اسپانیایی: Antonio Casas‎؛ ‏ ۱۱ نوامبر ۱۹۱۱ – ۱۴ فوریهٔ ۱۹۸۲) بازیکن سابق فوتبال و بازیگر اهل اسپانیا بود.
از فیلم‌هایی که وی در آن نقش داشته‌است، می‌توان به راز لباس سرخ، خوب، بد، زشت، پانچو ویا، میگل د سروانتس، غول رودس، آخرین روزهای پمپئی، تریستانا، مرگ یک دوچرخه‌سوار، بیست هزار دلار برای هفت نفر و جان سپردن اشاره کرد.
از باشگاه‌هایی که در آن بازی کرده‌است می‌توان به باشگاه فوتبال اتلتیکو مادرید اشاره کرد.